# スイマー
スイマー（SWIMMER）は、衣料、ファッション小物、バッグ、ポーチ、財布、インテリア、文具、などの雑貨を商品とするブランドの名称である。
動物やスイーツをモチーフにした総柄や形が商品の特徴。
商品価格の手ごろさや、デザインの可愛らしさから10代～20代の女性に人気がある。
長らく白鳳が運営していたが、2018年1月をもってブランド終了のため、2017年夏頃から順次店舗が閉店された。その後、2018年12月にブランドがパティズに譲渡された。

## デザイナー
- ひづめみか～る
- まっちま